# Michigan v. Jackson
Michigan v. Jackson, 475 US 625 (1986), est une affaire tranchée par la Cour suprême des États-Unis concernant le droit à un avocat lors d'un interrogatoire de police garanti par le sixième amendement. Dans une décision rédigée par le juge John Paul Stevens, la Cour statue qu'une fois qu'un accusé revendique son droit à un avocat lors d'une audience de plaidoyer ou d'une autre procédure judiciaire, une renonciation à ce droit lors d'un interrogatoire ultérieur de la police est invalide, à moins que l'accusé n'ait initié la communication.
Cette décision est annulée par la Cour suprême dans l’affaire Montejo v. Louisiana, par un vote de 5 contre 4.

## Faits

### Cas Bladel
Rudy Bladel est reconnu coupable du meurtre de trois employés des chemins de fer à la gare Amtrak de Jackson dans le Michigan, le 31 décembre 1978.
Bladel, ancien employé mécontent, est arrêté trois mois plus tard dans l'Indiana et extradé vers le Michigan. Il accepte de parler à la police sans avocat. Lors de sa mise en accusation, il demande qu'un avocat lui soit désigné parce qu'il est indigent. Le détective chargé de l'enquête est présent lors de sa mise en accusation. Un avis de nomination est envoyé par courrier à un cabinet d'avocats, mais avant que le cabinet ne reçoive l'avis, deux policiers interrogent Bladel dans la prison du comté et obtiennent de lui des aveux. Avant cet interrogatoire, les agents avaient informé Bladel de ses droits Miranda et bien que Bladel ait demandé à plusieurs reprises des informations sur sa représentation depuis sa mise en accusation, on ne l'informe pas qu'un cabinet d'avocats avait été désigné pour le représenter.
Bladel conteste la recevabilité de ses aveux, mais le tribunal de première instance rejette son objection. Il est reconnu coupable et condamné à trois peines de prison à perpétuité consécutives. En appel de sa condamnation et de sa peine, Bladel conteste à nouveau ses aveux. La Cour d'appel du Michigan d'abord rejette cette contestation et confirme la condamnation, mais après réexamen à la lumière d'une décision récente de la Cour suprême de l'État, l'annule et le renvoie à un nouveau procès. La Cour suprême du Michigan accorde la demande d'autorisation d'appel du procureur et examine l'affaire avec l'appel du défendeur Jackson contre sa condamnation.

### Cas Jackson
Robert Bernard Jackson est reconnu coupable de meurtre au deuxième degré et de complot en vue de commettre un meurtre au deuxième degré après avoir prétendument participé au plan d'une épouse visant à faire tuer son mari le 12 juillet 1979. Il fait un certain nombre de déclarations à la police après son arrestation mais avant sa mise en accusation. Lors de sa mise en accusation, Jackson demande qu'un avocat lui soit désigné.
Le lendemain matin, avant qu'il ait eu l'occasion de consulter un avocat, deux policiers obtiennent une déclaration de Jackson pour « confirmer » qu'il est la personne qui a tiré sur la victime. Comme c'était le cas pour les déclarations préalables à la mise en accusation, l'interrogatoire est précédé d'une information sur ses droits Miranda et de l'accord de Jackson de procéder à cet interrogatoire sans la présence d'un avocat.
La Cour d'appel du Michigan juge que la déclaration ultérieure de Jackson est dûment reçue en preuve. En conséquence, la Cour confirme la condamnation de Jackson pour meurtre, bien qu'elle ait annulé la condamnation pour complot pour d'autres motifs sans rapport.

### Cour suprême du Michigan
La Cour suprême du Michigan juge que les déclarations postérieures à la mise en accusation dans les deux cas auraient dû être supprimées.

La Cour suprême des États-Unis avait déjà statué dans l'affaire Edwards v. Arizona, 451 U.S.  477 (1981), qu'un accusé en détention qui a,
exprimé son désir de traiter avec la police uniquement par l'intermédiaire d'un avocat n'est pas soumis à un nouvel interrogatoire de la part des autorités jusqu'à ce qu'un avocat lui soit mis à disposition, à moins qu'il n'initie lui-même d'autres communications, échanges ou conversations avec la police.
 La Cour d'appel distingue la règle Edwards au motif que la demande de Jackson d'avoir un avocat avait été faite lors de sa mise en accusation, tandis que la demande d'Edwards avait été faite lors d'un interrogatoire en garde à vue par la police. Notant que le droit à un avocat prévu par le sixième amendement était en vigueur au moment des mises en accusation, la Cour suprême du Michigan conclut que la règle Edwards,
s'applique par analogie aux situations dans lesquelles un accusé demande un avocat devant le magistrat instructeur. Une fois cette demande formulée, la police ne peut pas procéder à d’autres interrogatoires tant qu’un avocat n’a pas été mis à la disposition de l’accusé, à moins que ce dernier n’entame d’autres communications, échanges ou conversations avec la police. La police ne peut pas simplement ignorer la demande sans équivoque d’un accusé d’avoir recours à un avocat.

## Décision de la Cour suprême des États-Unis
La Cour suprême des États-Unis accorde le certiorari et confirme la décision de la Cour suprême du Michigan dans une décision de 6 contre 3.

### Majorité et concordance
Le juge John Paul Stevens écrit pour la majorité et est rejoint par les juges Brennan, White, Marshall et Blackmun .
La Cour avait précédemment statué que le « Sixième amendement garantit à l'accusé, au moins après le début des poursuites, le droit de compter sur un avocat comme intermédiaire entre lui et l'État ». Maine v. Moulton, 474 U.S.  159 (1985) à 176. La Cour estime que le droit à l'assistance d'un avocat garanti par le sixième amendement lors d'un interrogatoire postérieur à la mise en accusation nécessite au moins autant de protection que le droit à l'assistance d'un avocat garanti par le cinquième amendement lors de tout interrogatoire en détention. 

Le juge Stevens écrit :
L'arrêt Edwards repose sur l'idée que « l'affirmation du droit à un avocat [est] un événement important », 451 US à 451 US 485, et que « des garanties supplémentaires sont nécessaires lorsque l'accusé demande un avocat ». Ibid. à 451 US 484. Nous concluons que l’affirmation n’est pas moins importante, et la nécessité de garanties supplémentaires n’est pas moins claire, lorsque la demande d’assistance d’un avocat est faite lors d’une mise en accusation et lorsque le fondement de la réclamation est le sixième amendement. Nous estimons donc que, si la police entame un interrogatoire après qu'un accusé a fait valoir, lors d'une mise en accusation ou d'une procédure similaire, son droit à un avocat, toute renonciation du défendeur au droit à un avocat pour cet interrogatoire initié par la police est invalide. Bien que la décision Edwards elle-même repose sur le cinquième amendement et concerne une demande d'assistance d'un avocat faite au cours d'un interrogatoire en détention, la Cour suprême du Michigan a correctement perçu que le raisonnement de cette affaire s'applique avec encore plus de force à ces affaires.
Le juge en chef Warren Earl Burger souscrit au jugement en déclarant que le principe du stare decisis exige de « suivre la règle d'Edwards dans ce contexte, mais que le sujet exigeait clairement un réexamen ».

### Contestation
Le juge William Rehnquist rédige une opinion dissidente à laquelle se sont joints les juges Powell et O'Connor. La dissidence explique : 
Edwards n’a pas conféré un droit constitutionnel substantiel qui n’existait pas auparavant ; il a « créé un parapluie protecteur servant à renforcer une garantie constitutionnelle ».
La règle prophylactique d'Edwards, conçue dès son origine pour protéger le droit d'un accusé en vertu du cinquième amendement de ne pas être contraint de s'incriminer lui-même, ne s'applique tout simplement pas de manière significative au sixième amendement.

## Conséquences
La décision rendue dans l'affaire Michigan c. Jackson est ultérieurement restreinte par la Cour dans l'affaire McNeil c. Wisconsin, qui statue que l'invocation par un accusé de son droit à un avocat au cours d'une procédure judiciaire, garanti par le Sixième Amendement, ne constitue pas une invocation du droit à un avocat dérivé par l'affaire Miranda v. Arizona de la garantie du Cinquième Amendement contre l'auto-incrimination forcée. « Par conséquent, bien qu'un accusé qui a invoqué son droit à un avocat en vertu du Sixième Amendement concernant l'infraction pour laquelle il est poursuivi ne puisse pas renoncer à ce droit, il peut renoncer à son droit, fondé sur l'arrêt Miranda, de ne pas être interrogé sur des infractions sans rapport et non inculpées. » . La Cour statue dans l'affaire Michigan c. Harvey que les preuves obtenues en violation de l'arrêt Michigan v. Jackson pouvaient être utilisées à des fins de destitution.
Rudy Bladel est rejugé, reconnu coupable et condamné à trois peines de prison à vie concurrentes sans possibilité de libération conditionnelle. Il décède à Jackson dans le Michigan, le 15 novembre 2006 d'un cancer de la thyroïde.
Le 27 mars 2009, la Cour suprême ordonne aux avocats dans une affaire en cours, Montejo v. Louisiana (dossier n° 07-1529), de déposer de nouveaux mémoires sur la question de savoir si la Cour devrait annuler sa décision dans l'affaire Michigan v. Jackson'. Le 26 mai 2009, la Cour suprême annule l'arrêt Michigan v. Jackson par la décision de la Cour dans l'affaire Montejo v. Louisiane.